# Черкаський політехнічний фаховий коледж
Черка́ський політехні́чний фаховий коледж — заклад вищої освіти I рівня акредитації в місті Черкаси.

## Історія[1]
Восени 1912 року в Черкасах за клопотанням центральної міської ради була відкрита дворічна професійно-технічна школа.
Матеріальна база навчального закладу створювалась силами учнів: надбудовано третій поверх навчального корпусу з актовим залом на 100 місць, обладнано ливарний, ковальський, слюсарно-механічний, столярний цехи.
За час свого існування, з 1912 по 1919 роки, школа здійснила 6 випусків і підготувала 55 кваліфікованих робітників.
У 1929 році профтехшколу було реорганізовано в Черкаський індустріальний технікум, який проіснував до осені 1930 року і готував робітників за двома спеціальностями: механізація сільського господарства та електрифікація сільського господарства. Згодом навчальний заклад ще декілька разів перейменовували залежно від потреб держави в тих чи тих робітниках, зокрема, технікум механізації та електрифікації сільського господарства, автодорожній технікум, технікум механізації сільського господарства.
З 1930 по 1941 рік було підготовлено 116 спеціалістів.
На початку війни майно технікуму було евакуйовано, а навчання відновилось лише в 1944 році. Поступово навчальний процес входив у своє русло. І за повоєнні роки технікум не раз змінює свій профіль, але постійним залишалося одне — він готував спеціалістів для села.
Вводилися нові спеціальності, розширювалась матеріальна база, поступово зростала і загальна кількість учнів.
За роки існування коледжу підготовлено понад 10 тисяч спеціалістів, які працюють в усіх регіонах України та за її межами.

## Діяльність
Технікум входить до навчально-методичних комплексів Черкаського державного технологічного університету, Черкаського державного університету ім. Б. Хмельницького. В технікумі проводиться підготовка водіїв транспортних засобів категорії «В».
Черкаський політехнічний фаховий коледж випускає фахівців за спеціалізаціями:
- Економіка і підприємництво;
- Інформатика та обчислювальна техніка;
- Машинобудування та матеріалообробка;
- Електротехніка та електромеханіка;
- Техніка та енергетика аграрного виробництва;
- Транспорт і транспортна інфраструктура;
- Оціночна діяльність

## Випускники
- Мірошниченко Костянтин Валентинович (1992—2024) — громадський активіст та військовослужбовець Збройних сил України, учасник російсько-української війни.
- Нємцов Геннадій Євгенійович (1969—2018) — старший сержант Збройних сил України, учасник російсько-української війни.
- Солонар Максим Володимирович (1994—2014) — солдат Збройних сил України, учасник війни на сході України.
- Стрілець Ярослав Олександрович (2003—2024) — український спортсмен та військовослужбовець, учасник російсько-української війни.